# Kro (anatomi)
 Ikke at forveksle med Kro (hvor man kan spise og overnatte).
Kroen er en tyndvægget udvidelse af spiserøret hos mange fuglearter, som bruges til opbevaring af føde inden denne fordøjes. Foruden hos fugle findes kroen hos snegle, regnorme, igler og insekter.